# Mesó omega
El mesó omega (ω) és un mesó neutre en càrrega elèctrica i sabor format a partir d’una superposició d’un parell de quarks u - anti-u i d –anti-d. Forma part del nonet de mesons vectorials i en models fenomenològics de la força nuclear, s'intercanvia entre els hadrons, juntament amb els mesons pi i els mesons rho.

## Propietats
El mode de desintegració més comú per al mesó ω és π+π0π− amb una probabilitat del 89,2 ± 0,7%, seguit de π0 γ al 8,34 ± 0,26%.
| Nom de la partícula | Símbol de la partícula | Símbol de l'antipartícula | contingut Quark                                           | Massa de repòs (MeV / c ²) | Isoespín G | J P C | S | C | B ' | Temps de vida mitjà (s) | Normalment decau a (> 5% de les decadències) |
| ------------------- | ---------------------- | ------------------------- | --------------------------------------------------------- | -------------------------- | ---------- | ----- | - | - | --- | ----------------------- | -------------------------------------------- |
| Mesó omega          | ω (782)                | autom.                    | {\textstyle {\frac {u{\bar {u}}+d{\bar {d}}}{\sqrt {2}}}} | 782,66 ± 0,13              | 0 −        | 1 −   | 0 | 0 | 0   | (7,58±0,11)×10−23       | π+ + π0 + π− o bé π0 + γ                     |

La composició en quarks dels mesons ω pot considerar-se com una mescla entre els estats u{\displaystyle {\overline {u}}}, d{\displaystyle {\overline {d}}} i s{\displaystyle {\overline {s}}}, però és gairebé un estat simètric u{\displaystyle {\overline {u}}}-d{\displaystyle {\overline {d}}} pur. Això es pot mostrar desconstruint la funció d'ona del ω en les seves components de sabor. Veiem que els mesons ω i Φ són mescles de les funcions d'ona SU(3) de la següent maneraː
{\displaystyle \omega =\psi _{8}\sin \theta +\psi _{1}\cos \theta },
{\displaystyle \phi =\psi _{8}\cos \theta -\psi _{1}\sin \theta },
on {\displaystyle \theta } és l'angle de mescla nonet,
{\displaystyle \psi _{1}={\frac {u{\overline {u}}+d{\overline {d}}+s{\overline {s}}}{\sqrt {3}}}} i
{\displaystyle \psi _{8}={\frac {u{\overline {u}}+d{\overline {d}}-2s{\overline {s}}}{\sqrt {6}}}}.
Es pot calcular l'angle de barreja en què els components es desacoblen completament {\textstyle \arctan {\frac {1}{\sqrt {3}}}\approx 35.3^{\circ }}, que gairebé correspon al valor real calculat a partir de les masses dels mesons ω i Φ, que és de 35 °. Per tant, el mesó ω és gairebé d'estat purament simètric u{\displaystyle {\overline {u}}}-d{\displaystyle {\overline {d}}}.